# Bar (estabelecimento)

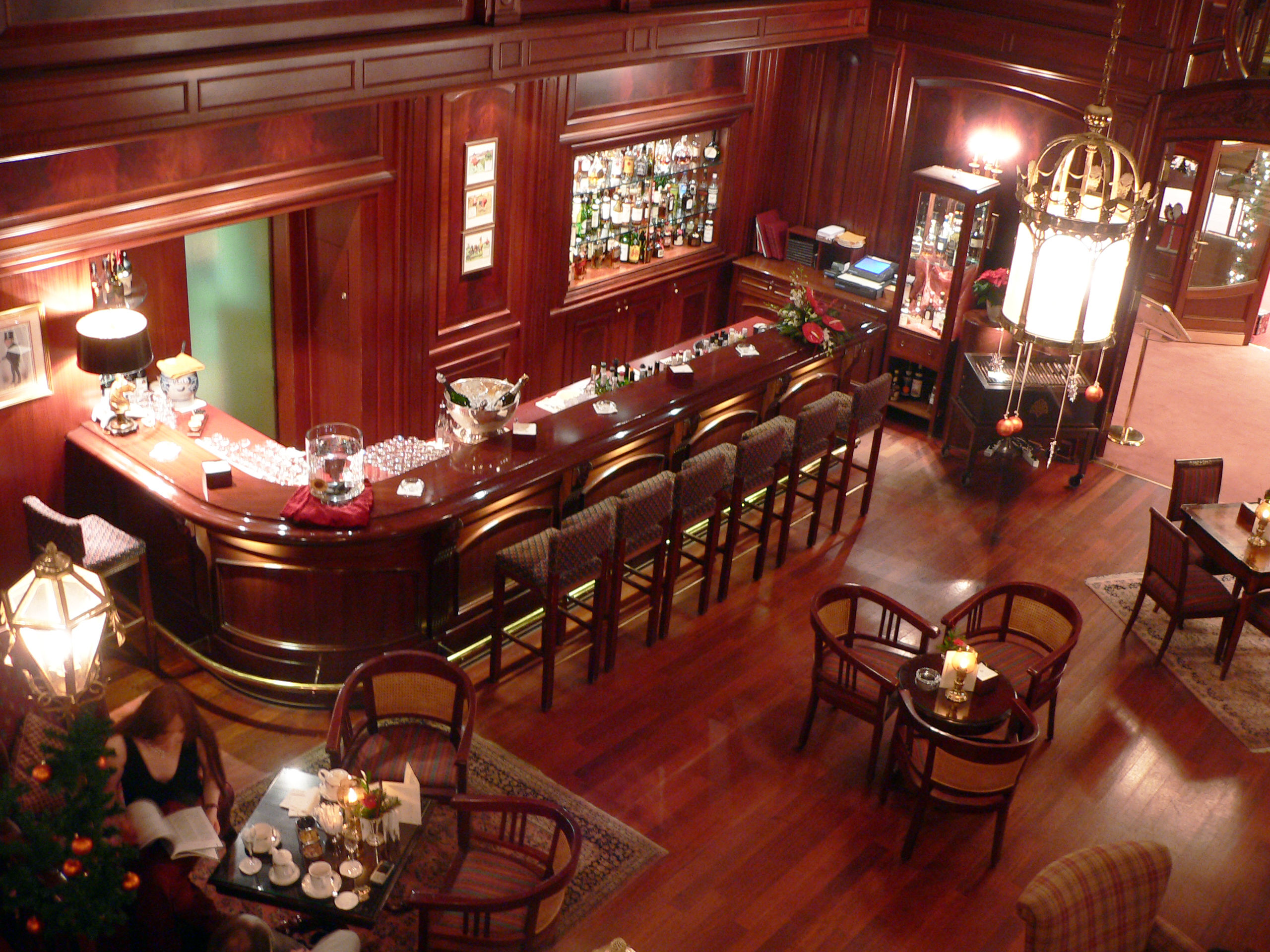
Um bar na Suíça.

O bar é um estabelecimento comercial com balcão e pequenas mesas onde são servidos bebidas alcoólicas e não alcoólicas, as vezes petiscos e outras iguarias.
Há pequenas diferenças entre bar, pub, boteco e taverna. Em todos estes locais são comercializadas bebidas alcoólicas.

## Etimologia
O termo "bar" origina-se do inglês "bar", que originalmente, o termo etimologicamente significava "barra", um ferro que é localizado na base do balcão e em que se apoiam os pés. Outra versão para o significado do nome é a barra (trave) de madeira em que se amarravam os cavalos nos saloons do Velho Oeste estadunidense.[carece de fontes?]

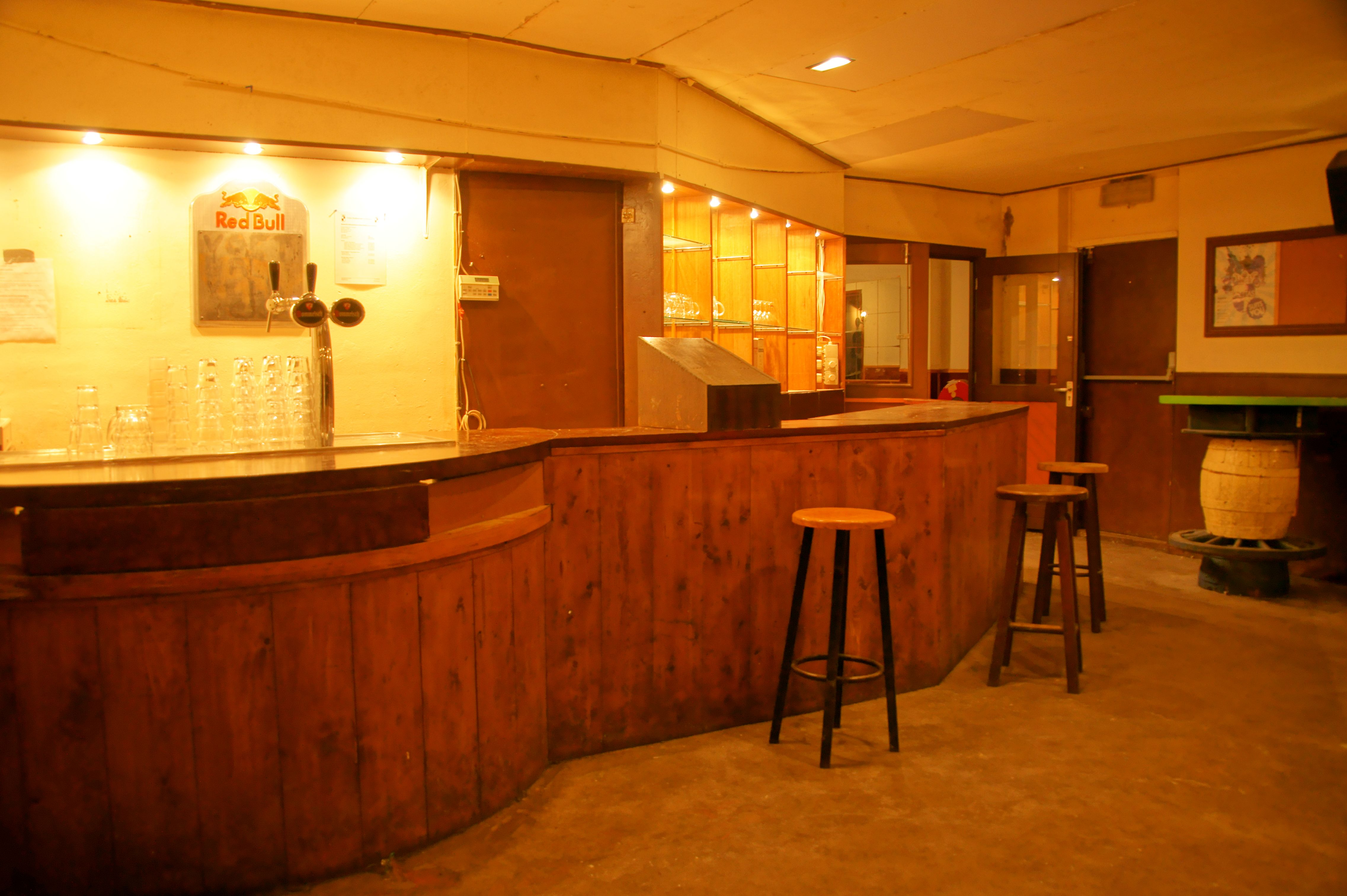
Bar em Groningen, nos Países Baixos

## História
Na Babilônia, já existiam as chamadas tavernas em 1772 a.C., data do Código de Hamurábi, que previa pena capital para o dono do estabelecimento comercial que misturasse água na cerveja. As tavernas, inicialmente, eram pousadas para os viajantes, cujo serviço de bebidas era um complemento. Com o passar dos anos, passou a servir também aos residentes locais, geralmente de classe baixa, passando a oferecer, também, música, prostitutas, jogo de dados e brigas de galo. As tavernas reuniam marinheiros, criminosos e conspiradores e eram desprezadas pela elite. Esses serviços desapareceram com a queda de Roma, retornando no século XV.
O bar mais antigo ainda em funcionamento é o Ye Olde Fighting Cocks, na cidade de St. Albans, na Inglaterra, que foi fundado em 1539. O termo "bar" surgiu em 1590 para denominar a barra existente no balcão e que servia para impedir os clientes de se debruçarem e incomodarem o barman. No Brasil, os bares surgiram com a chegada da família real em 1808, que trouxe os costumes da Europa. Eram destinados aos clientes de maior ascensão econômica. O boteco é um bar popular, seu nome vem de "bodega" (venda). Até a revolução dos costumes em meados do século XX, as "mulheres de família" não frequentavam bares, botecos ou tavernas.

Uma tendência recente é a criação de bares onde os animais de estimação dos clientes também são servidos.